# Sengon (Tanjung)
Sengon is een bestuurslaag in het regentschap Brebes van de provincie Midden-Java, Indonesië. Sengon telt 12.579 inwoners (volkstelling 2010).